# Лебедев, Денис Юрьевич
Дени́с Ю́рьевич Ле́бедев (17 октября 1974, Коломна, Московская область — 2 июля 2021, Коломна, Московская область) — бывший глава Коломенского городского округа (7 октября 2017 — 1 марта 2021), бывший глава городского округа Коломна (16 декабря 2016 — 7 октября 2017; 1 марта 2021 — 2 июля 2021).

## Биография
Денис Юрьевич Лебедев родился 17 октября 1974 года в Коломне. В 1997 году с отличием окончил Коломенский педагогический институт по специальности «учитель истории и социально-гуманитарных дисциплин», в 2003-м с отличием — Московский государственный открытый университет по специальности «юриспруденция».
Одновременно с 1995 года работал в Агентстве безопасности «Пантан» (сотрудник отдела комплексной охраны, с 1998 — заместитель начальника отдела службы охраны, с 2000 года — заместитель директора агентства). В 2009—2011 годах являлся первым заместителем руководителя Центра общественных связей ООО фирмы «Оскордъ», одновременно был заместителем директора ЗАО «Коломенский строитель».
С 2008 года — председатель местного отделения партии Справедливая Россия в городском округе Коломна. С 2017 года — председатель местного отделения «Единая Россия».
4 декабря 2011 года был избран депутатом Московской областной Думы, являлся заместителем председателя комитета по экономике, предпринимательству и инвестиционной политике. Член рабочей группы по законодательству в сфере негосударственной охранной деятельности при Комитете по безопасности Государственной Думы Федерального Собрания Российской Федерации.
С мая 2014 года — и. о. главы администрации, с июля 2014 — глава Озёрского муниципального района. С января 2015 по сентябрь 2016 года — глава городского округа Озёры.
С октября 2016 года — заместитель руководителя администрации, с 4 ноября 2016 года — исполняющий обязанности Руководителя Администрации городского округа Коломна.
С 16 декабря 2016 года — глава городского округа Коломна.
С 7 октября 2017 — глава Коломенского городского округа. Действительный государственный советник Московской области 2 класса.
С 1 марта 2021 года — глава городского округа Коломна.
2 июля 2021 года обнаружен мёртвым в своей квартире. На теле было огнестрельное ранение. Предварительная причина смерти — самоубийство. 4 июля 2021 года церемония прощания с мэром прошла в Успенском кафедральном соборе Коломны, похоронен на новом Городищенском кладбище Коломны.

## Семья
Был женат. Двое сыновей.

## Награды
- Знак Губернатора Московской области «За вклад в развитие Московской области»[1].